# Shahab-6
Shahab-6 (persa: شهاب ۶, que significa "Meteor-6", o Toghyân, persa: طغیان) és la designació d'un suposat projecte iranià de míssils balístics de llarg abast.

## Capacitats
Segons els informes publicats el 1996, el míssil té un abast d'uns 14.000 quilòmetres, i la seva tecnologia de fabricació prové de Rússia i Corea del Nord. Segons aquests informes, el míssil Shahab 6 va estar operatiu fins al 2014; I és un model completament redissenyat del míssil balístic Taepodong 2 de Corea del Nord (Enkasasal-X-2). No existeixen estimacions fiables de la capacitat del Shahab-6. Segons la intel·ligència israeliana, tant el Shahab-5 com el Shahab-6 tindrien un abast de 8.500-10.000 quilòmetres. El Washington Times va informar que el primer ministre israelià, Benjamin Netanyahu, descrivia que el Shahab-6 tenia la capacitat d'arribar a la costa oriental dels EUA.

## Variants
Shahab és el nom d'una classe de míssils iranians, temps de servei de 1988 a l'actualitat, dels quals es confirmen tres variants: Shahab-1, Shahab-2, Shahab-3, mentre que Shahab-4, Shahab-5, Shahab-6 Fonts occidentals i israelianes van suposar que (Toqyān) existien a principis dels anys noranta, però aquestes acusacions no van ser provades. 